# Houlou Shuiku
Houlou Shuiku är en reservoar i Kina. Den ligger i provinsen Liaoning, i den nordöstra delen av landet, omkring 140 kilometer öster om provinshuvudstaden Shenyang. Houlou Shuiku ligger 478 meter över havet. Arean är 0,94 kvadratkilometer. I omgivningarna runt Houlou Shuiku växer i huvudsak blandskog. Den sträcker sig 1,9 kilometer i nord-sydlig riktning, och 1,2 kilometer i öst-västlig riktning.
Genomsnittlig årsnederbörd är 1 157 millimeter. Den regnigaste månaden är juli, med i genomsnitt 293 mm nederbörd, och den torraste är januari, med 9 mm nederbörd.